# Blocage allogénique
Le blocage allogénique est un mécanisme immunologique dans lequel la réponse du système immunitaire contre des cellules ou des tissus allogéniques (provenant d’un individu génétiquement différent de la même espèce) est inhibée. Ce phénomène peut être induit par des facteurs immunosuppresseurs ou des cellules régulatrices, limitant ainsi le rejet d’un greffon ou d’une transplantation.